# Muhlenbergia mucronata
Muhlenbergia mucronata är en gräsart som först beskrevs av Carl Sigismund Kunth, och fick sitt nu gällande namn av Carl Bernhard von Trinius. Muhlenbergia mucronata ingår i släktet muhlygräs, och familjen gräs. Inga underarter finns listade i Catalogue of Life.